# Miquel Llauger Perelló
Miquel Llauger Perelló   (Palma, 21 de febrer de 1901 - Palma, 10 de juny de 1953) fou un dels millors davanters en la història del futbol mallorquí.
Va jugar 204 partits amb l'Alfonso XIII, durant dotze temporades, i va marcar 118 gols.
També jugà amb el RCD Espanyol de Barcelona durant diverses etapes, la temporada 1918-19, entre 1923 i 1925, i a principis de gener de 1928.
Seleccionat el 21 de desembre de 1924 per jugar amb Espanya contra Àustria a Montjuïc, no va arribar a alinear-se. En el seu lloc va jugar José Luis Zabala.
També fou nomenat entrenador del RCD Mallorca el 1935.